# Steamboat Springs
Steamboat Springs è un centro abitato (city) degli Stati Uniti d'America, capoluogo di contea della contea di Routt dello Stato del Colorado. Nel censimento del 2000 la popolazione era di 9 815 abitanti.

## Geografia fisica
Secondo i rilevamenti dell'United States Census Bureau, Steamboat Springs si estende su una superficie di 26,0 km².

## Sport
Stazione sciistica specializzata nello sci nordico, è attrezzata con il trampolino Howelsen.